# مارگارت فولر
مارگارت فولر (انگلیسی: Margaret Fuller؛ زاده ۲۳ مهٔ ۱۸۱۰ درگذشته ۱۹ ژوئیهٔ ۱۸۵۰) یک خبرنگار اهل ایالات متحده آمریکا بود.
. مارگارت فولر (زاده ۲۳ می ۱۸۱۰ در ماساچوست -وفات در سانحه غرق شدن کشتی در ۱۹ ژوئیه ۱۸۵۰) نویسنده، روزنامه‌نگار و عضو جنبش‌های اولیه فمنیستی در آمریکا بود. کتاب‌های فولر من جمله کتاب «زنان در قرن نوزدهم» از اولین کتاب‌های فمنیستی شناخته می‌شود.
او همچنین اولین زنی بود که به کتابخانه دانشگاه هاروارد دسترسی پیدا کرد.
اندیشه‌های وی برای حمایت از بازسازی زندان‌ها، آزادی بردگان و حق زنان برای تحصیل و اشتغال الهام بخش بسیاری از جمله سوزان بی انتونی بود. سخنان تأثیرگذار وی:
امروز یک خواننده و فردا یک رهبر
اگر شما دانش و علمی دارید بگذارید دیگران همچون شمعی از آن بهره‌مند شوند
خانه ای خانهٔ واقعی ست که در آن روح و ذهن همچون جسم تغذیه شود.